# 閃耀大師
約瑟·薩德勒（Joseph Saddler，1958年1月1日生於巴貝多布里奇顿）最爲人所知的是他的藝名Grandmaster Flash（閃耀大師），他是美國嘻哈音樂的先驅，是歷史上第一位DJ，同時也是第一個入選搖滾名人堂的嘻哈音樂家。他與Kool Herc（庫哈克）和嘻哈教父Afrika Bambaataa（阿菲卡巴莫巴塔）並稱DJ三大鼻祖。

## 早年生活
Grandmaster Flash童年時與家人從西印度群島移民到美國曼哈頓的布朗克斯。

## 閃耀大師與狂暴五人
Grandmaster Flash早期曾與著名歌手Kurtis Blow（克傑斯 布洛）和Lovebug Starski（愛情蟲斯塔爾斯基）合作。他在1970年末亦成立了自己的團體，開始有Cowboy（牛仔男孩，名叫Keith Wiggins），Melle Mel（梅勒 梅爾名叫Melvin Glover）和Kid Creole（基德 克利奧爾名叫Nathaniel Glover）三位成員，後來加入了Rahiem（拉海姆名叫Guy Todd Williams）與Scorpio（亦稱納斯先生名叫Eddie Morris）組成了Grandmaster Flash and the Furious Five（閃耀大師與狂暴五人）。
Melle Mel（梅勒 梅爾）还持有一个二线服装品牌"Sedgwick & Cedar"。2006年11月他發表了一部兒童有聲讀物"Portal In The Park"。在2007年1月30日發表了他的首張個人專輯"Muscles（肌肉）"他的首個單曲與音樂錄影帶"M3（The New Message）（新訊息）"，是紀念著名單曲"The Message（訊息）"發表25周年。

## 專輯列表
| 專輯資訊 |
| --- |
| The Message - 公開于：1982年 - 美國唱片工業協會認證：白金 - 單曲："The Message", "It's Nasty"                                 |
| They Said It Couldn't Be Done - 公開于：1985年4月26日 - 排行榜排名：#35 Top R&B/Hip Hop - 美國唱片工業協會認證：黃金 - 單曲： |
| The Source - 公開于：1986年 - 排行榜排名：#145 US, #27 Top R&B/Hip-Hop Albums, - 美國唱片工業協會認證：黃金 - 單曲：          |
| Ba-Dop-Boom-Bang - 公開于：1987年 - 排行榜排名：#197 US, #43 Top R&B/Hip-Hop Albums - 美國唱片工業協會認證：黃金 - 單曲：     |
| On the Strength - 公開于：1988年 - 排行榜排名：#189 US - 美國唱片工業協會認證：黃金 - 單曲：                                  |
| The Bridge - 公開于：2009年3月 - 排行榜排名： - 美國唱片工業協會認證： - 單曲："Swagger"                                      |

## 外部連結
- Grandmaster Flash 官方網站 （页面存档备份，存于）
- Grandmaster Flash 新專輯The Bridge官方網站 （页面存档备份，存于）
- Grandmaster Mele Mel 官方網站 （页面存档备份，存于）